# Kärevere (Türi)
Kärevere – wieś w Estonii, w prowincji Järva, w gminie Türi.
Znajduje się tu przystanek kolejowy Kärevere, położony na linii Tallinn – Viljandi.